# 20 євроцентів
20 євроцентів — розмінна обігова монета країн Єврозони цінністю 0,2 євро.

## Загальний огляд
Монета 20 євроцентів виготовляється зі сплаву «Nordic gold». Маса монети становить 5,74 г при діаметрі 22,25 мм та товщині гурту 2,14 мм. Гурт монети має специфічні сім вмятин (т.з. «Іспанська квітка») які були запозичені з монети 50 іспанських песет.
Реверс монет номіналом 20 євроцентів є спільним для усіх держав-членів Єврозони. З правого боку монети зазначений її номінал, під ним міститься напис латинськими літерами «EURO Cent». З лівого боку розміщено зображення 6 вертикальних ліній, що перекриваються мапою Європи. На кінцях ліній зображено 12 п'ятикутних зірок — символів Європейського Союзу. Справа від цифр, що позначають намінал монети розміщено дві літери L, що позначають ініціали Люка Л'юїкса — розробника дизайну монет євро.
Реверс монет 10 євроцентів є спільним для монет номіналом 10 і 50 євроцентів. Аверс монет 20 євроцентів є різним для кожної з країн; кожна з держав Єврозони затверджує зображення аверсу монет євро самостійно.

## Вигляд
| Країна     | Аверс | Дизайнер | Роки випуску | Монетний двір | Опис |
| ---------- | ----- | -------- | ------------ | ------------- | ---- |
| Австрія    |       |          |              |               |      |
| Бельгія    |       |          |              |               |      |
| Ватикан    |       |          |              |               |      |
| Греція     |       |          |              |               |      |
| Естонія    |       |          |              |               |      |
| Ірландія   |       |          |              |               |      |
| Іспанія    |       |          |              |               |      |
| Італія     |       |          |              |               |      |
| Кіпр       |       |          |              |               |      |
| Латвія     |       |          |              |               |      |
| Люксембург |       |          |              |               |      |
| Мальта     |       |          |              |               |      |
| Монако     |       |          |              |               |      |
| Нідерланди |       |          |              |               |      |
| Німеччина  |       |          |              |               |      |
| Португалія |       |          |              |               |      |
| Сан-Марино |       |          |              |               |      |
| Словаччина |       |          |              |               |      |
| Словенія   |       |          |              |               |      |
| Фінляндія  |       |          |              |               |      |
| Франція    |       |          |              |               |      |